# 616 (szám)
A 616 (római számmal: DCXVI) egy természetes szám.

## A szám a matematikában
A tízes számrendszerbeli 616-os a kettes számrendszerben 1001101000, a nyolcas számrendszerben 1150, a tizenhatos számrendszerben 268 alakban írható fel.
A 616 páros szám, összetett szám, kanonikus alakban a 23 · 71 · 111 szorzattal, normálalakban a 6,16 · 102 szorzattal írható fel. Nem félprím, nem is szfenikus szám, hanem többszörösen összetett, mivel tizenhat osztója van a természetes számok halmazán, ezek növekvő sorrendben: 1, 2, 4,  7, 8, 11, 14,  22, 28, 44, 56, 77, 88, 154, 308 és 616
Hétszögszám. Tizenháromszögszám.
A 616 négyzete 379 456, köbe 233 744 896, négyzetgyöke 24,81934, köbgyöke 8,50864, reciproka 0,0016233.